# طاووسیان
طاووسیان (به لاتین: Pavoninae) یک زیرخانواده از خانواده قرقاولان از راستهٔ ماکیان‌سانان است. این زیرخانواده شامل طاووس، آرگوس، قرقاول‌طاووسی، مهمیزمرغ، مرغ جنگلی (از جمله مرغ خانگی)، دراج‌ها و بلدرچین جهان قدیم است. اعتقاد بر این است که زیرخانودهٔ طاووسیان در اوایل اولیگوسن، حدود ۳۰ میلیون سال پیش، از خانوادهٔ قرقاولان (Phasianinae) جدا شده‌است.